# Droga wojewódzka 477
Die Droga wojewódzka 477 (DW477) ist eine 2,3 Kilometer lange, innerstädtische Droga wojewódzka (Woiwodschaftsstraße) in der polnischen Woiwodschaft Łódź. Die Strecke liegt im Powiat Sieradzki und ist mit 2344 Metern Länge eine der kürzesten Woiwodschaftsstraßen des Landes.
Sie zweigt in Złoczew von der DW482 in südöstlicher Richtung ab, knickt nach 1000 Metern nach Süden ab und erreicht noch auf Stadtgebiet die Auffahrten auf die Schnellstraße S8 (Droga ekspresowa S8). Die Verlängerung der DW477 führt als Landesstraße DK45 nach Racibórz (Ratibor) in der Woiwodschaft Schlesien.

## Streckenverlauf
Woiwodschaft Łódź, Powiat Sieradzki
-  Złoczew (DW 482)
-  Złoczew (S8, DK45)